# ريتشارد ستون ريفيس
ريتشارد ستون ريفيس (بالإنجليزية: Richard Stone Reeves)‏ هو رسام أمريكي، ولد في 6 نوفمبر 1919، وتوفي في 7 أكتوبر 2005.